# Cyperus unicolor
Cyperus unicolor är en halvgräsart som beskrevs av Johann Otto Boeckeler. Cyperus unicolor ingår i släktet papyrusar, och familjen halvgräs. Inga underarter finns listade i Catalogue of Life.